# Halowe Mistrzostwa Europy w Lekkoatletyce 1982 – bieg na 60 m mężczyzn
Bieg na 60 metrów mężczyzn – jedna z konkurencji biegowych rozgrywanych podczas halowych lekkoatletycznych mistrzostw Europy w Palasport di San Siro w Mediolanie. Eliminacje, półfinały i bieg finałowy zostały rozegrane 6 marca 1982. Zwyciężył reprezentant Polski Marian Woronin, który tym samym obronił tytuł zdobyty na poprzednich mistrzostwach.

## Rezultaty

### Eliminacje
Rozegrano 4 biegi eliminacyjne, do których przystąpiło 19 biegaczy. Awans do półfinału dawało zajęcie jednego z pierwszych dwóch miejsc w swoim biegu (Q). Skład półfinałów uzupełniło czterech zawodników z najlepszym czasem wśród przegranych (q).
Opracowano na podstawie materiału źródłowego.
Bieg 1
| Miejsce | Zawodnik             | Czas | Uwagi |
| ------- | -------------------- | ---- | ----- |
| 1       | Christian Haas       | 6,73 | Q     |
| 2       | Pierfrancesco Pavoni | 6,74 | Q     |
| 3       | Ronald Desruelles    | 6,76 |       |
| 4       | Aleksandr Aksinin    | 6,80 |       |
| 5       | Roland Jokl          | 6,86 |       |

Bieg 2
| Miejsce | Zawodnik           | Czas | Uwagi |
| ------- | ------------------ | ---- | ----- |
| 1       | Walentin Atanasow  | 6,65 | Q     |
| 2       | Marian Woronin     | 6,68 | Q     |
| 3       | José Javier Arqués | 6,70 | q,    |
| 4       | Gianfranco Lazzer  | 6,83 |       |
| 5       | Josef Lomický      | 6,86 |       |

Bieg 3
| Miejsce | Zawodnik             | Czas | Uwagi |
| ------- | -------------------- | ---- | ----- |
| 1       | Bernard Petitbois    | 6,67 | Q     |
| 2       | Harry King           | 6,71 | Q     |
| 3       | Ingo Froböse         | 6,73 | q     |
| 4       | Aleksandr Jewgienjew | 6,75 | q     |
| 5       | László Babály        | 6,83 |       |

Bieg 4
| Miejsce | Zawodnik          | Czas | Uwagi |
| ------- | ----------------- | ---- | ----- |
| 1       | Giovanni Grazioli | 6,71 | Q     |
| 2       | Josep Carbonell   | 6,71 | Q     |
| 3       | Antoine Richard   | 6,76 | q     |
| 4       | Franco Fähndrich  | 6,81 |       |

### Półfinały
Rozegrano 2 biegi półfinałowe, w których wystartowało 12 biegaczy. Awans do finału dawało zajęcie jednego z trzech pierwszych miejsc w swoim biegu (Q).
Opracowano na podstawie materiału źródłowego.
Bieg 1
| Miejsce | Zawodnik             | Czas | Uwagi |
| ------- | -------------------- | ---- | ----- |
| 1       | Walentin Atanasow    | 6,64 | Q     |
| 2       | José Javier Arqués   | 6,66 | Q,    |
| 3       | Christian Haas       | 6,71 | Q     |
| 4       | Aleksandr Jewgienjew | 6,73 |       |
| 5       | Antoine Richard      | 6,73 |       |
| 6       | Giovanni Grazioli    | 6,74 |       |

Bieg 2
| Miejsce | Zawodnik             | Czas | Uwagi |
| ------- | -------------------- | ---- | ----- |
| 1       | Bernard Petitbois    | 6,63 | Q     |
| 2       | Marian Woronin       | 6,68 | Q     |
| 3       | Pierfrancesco Pavoni | 6,69 | Q     |
| 4       | Josep Carbonell      | 6,69 |       |
| 5       | Ingo Froböse         | 6,72 |       |
| 6       | Harry King           | 6,72 |       |

### Finał
Opracowano na podstawie materiału źródłowego.
| Miejsce | Zawodnik             | Czas |
| ------- | -------------------- | ---- |
| 1       | Marian Woronin       | 6,61 |
| 2       | Walentin Atanasow    | 6,62 |
| 3       | Bernard Petitbois    | 6,66 |
| 4       | Pierfrancesco Pavoni | 6,68 |
| 5       | Christian Haas       | 6,69 |
| 6       | José Javier Arqués   | 6,71 |